# Haux (Gironde)
Haux település Franciaországban, Gironde megyében. Lakosainak száma 843 fő (2022. január 1.). Haux Créon, Le Tourne, Capian, Langoiran, Saint-Genès-de-Lombaud, La Sauve és Tabanac községekkel határos.

## Népesség
A település népességének változása:
| Lakosok száma | 552  | 647  | 729  | 733  | 791  | 810  | 827  | 833  | 836  | 843  |
|               | 1968 | 1982 | 1990 | 2006 | 2013 | 2015 | 2017 | 2019 | 2020 | 2022 |